# Arisaema mairei
Arisaema mairei är en kallaväxtart som beskrevs av Augustin Abel Hector Léveillé. Arisaema mairei ingår i släktet Arisaema och familjen kallaväxter. Inga underarter finns listade.